# Ismaël Bouzid
Ismaël Mickael Bouzid (Arabisch: سماعيل بوزيد), (Nancy, 21 juli 1983) is een Algerijns voetballer (verdediger) die sinds 2011 speelt voor de Griekse eersteklasser PAS Giannina. Eerder speelde hij onder meer voor het Duitse Kaiserslautern, het Turkse Galatasaray en het Schotse Hearts. Met MC Alger won hij de Beker van Algerije in 2006 en met Galatasaray werd hij landskampioen in 2008.
Bouzid speelde sinds 2007 dertien interlands voor de Algerijnse nationale ploeg.